# Bettsville
Bettsville è un villaggio degli Stati Uniti d'America, situato nello stato dell'Ohio, nella contea di Seneca.

## Storia
Bettsville prende il nome da John Betts, che la fondò nel 1838